# Dryopithecus fontani
Dryopithecus fontani és una espècie extinta de primat hominoïdeu descoberta a França al segle xix, i datat en la meitat del Miocè. Potser és un dels més importants primats fòssils europeus, considerat com la primera evidència obtinguda sobre l'evolució dels primats ancestrals.
El 2004 se'n van trobar restes a l'emplaçament arqueològic de l'Abocador de Can Mata (Els Hostalets de Pierola).

## Morfologia
Dryopithecus fontani tenia una fórmula dental de 2:1:2:3 en ambdues mandíbules. Els incisius d'aquesta espècie eren relativament estrets i menys espatulats en comparar-los amb altres gèneres com Proconsul. Els molars superiors tenien un desenvolupament parcial del cingulum lingual. Dryopithecus fontani tenia relativament llargs premolars bicúspide superiors i relativament amples premolars inferiors. Els molars inferiors tenien un patró I5, que també és anomenat el «patró Dryopithecus». Les dents tenien una fina capa d'esmalt, i eren baixos, d'arrodonides cúspides. Tenia gràcils canins i curts premaxil·lars. La mandíbula de Dryopithecus fontani tenia un torus transversal inferior, però li faltava el torus transversal superior. Els cúbits d'aquesta espècie tenia un reduït procés d'olècranon, una profunda tròclea de l'húmer, i la pèrdua del forat entepicondilar. Dryopithecus fontani tenia un pes mitjà d'uns 35 kg.